# Stadion Maszynobudіwnyk w Drużkiwce
Stadion Maszynobudіwnyk (ukr. Стадіон «Машинобудівник») – wielofunkcyjny stadion w Drużkiwce, w obwodzie donieckim na Ukrainie. Domowa arena klubu Maszynobudiwnyk Drużkiwka.
Stadion "Maszynobudіwnyk" w Drużkiwce został zbudowany w 1957 roku i prezentował miejscowy Zakład Budowy Maszyn (ukr. Дружківський машинобудівний завод). Móże pomieścić 5000 widzów. Stadion zapisał się do historii tym, że 25 marca 2000 roku na stadionie rozegrała swój mecz domowy piłkarska drużyna Metałurh Donieck z Metałurhiem Zaporoże. Mecz 17 kolejki Wyższej Ligi Ukrainy zobaczyło 5,5 tys. widzów.